# NKL-26
De Aerosan NKL-26 (Rz 2612) (Russisch: Аэросани НКЛ-26, Aerosani NKL-26), was een Russisch verkenningsvoertuig (aerosan) dat tijdens de Tweede Wereldoorlog werd ingezet.
De NKL-26, was gebaseerd op zijn voorganger, de NKL-6 (OSGA-6). De romp was gemaakt van multiplex; aan de voorzijde voorzien van een pantserplaat van tien millimeter. Het voertuig werd door twee personen bemand, een piloot/werktuigkundige en een commandant/schutter. De laatste bediende een 7,62 mm DT machinegeweer en beschikte tevens over een voorraad van 10 RGD-33 granaten. De achterin geplaatste M-11G vliegtuigmotor van 147 pk dreef een duwpropeller aan met een diameter tot 240 cm. In plaats van wielen had het voertuig ski's, zodat het feitelijk een sneeuwscooter was. De NKL-26 haalde in terrein een snelheid tot 35 km/u en op de weg tot 70 km/u.